# یوماشوو (شهرستان چکماگوشفسکی، باشقیرستان)
یوماشوو (انگلیسی: Yumashevo, Chekmagushevsky District, Republic of Bashkortostan) یک شهرک در شهرستان چکماگوشفسکی استان باشقیرستان کشور روسیه است.